# Julien Bouissoux
Julien Bouissoux (geboren 1975 in Clermont-Ferrand, Frankreich) ist ein schweizerisch-französischer Roman- und Drehbuchautor.

## Biografie
Julien Bouissoux hat ursprünglich Wirtschafts- und Politikwissenschaften an der Université Paris-Dauphine studiert.

### Arbeit als Autor von Romanen und Kurzgeschichten
2002 wurde sein erster Roman Fruit rouge in den éditions du Rouergue publiziert und in der Literaturzeitschrift Le Matricule des anges rezensiert. Bereits ein Jahr darauf, 2003, erschien sein zweiter Roman: La Chute du Sac en Plastique, im selben Verlag wie sein Erstling. Seine weiteren Romane wurden von den Éditions de l'Olivier herausgegeben: Juste avant la frontière (2004), Une odyssée (2006), Voyager léger (2008). Eine Sammlung an Kurzgeschichten, Une autre vie parfaite, erschien 2014 bei L'Âge d'homme. Janvier, sein 2018 erschienener Roman basiert auf einer dieser Kurzgeschichten.
Nebst Buchpreisen wurde er wiederholt mit Stipendien und Preisen für seine Arbeit ausgezeichnet: 2014 wurde ihm der Prix FEMS der Fondation Edouard et Maurice Sandoz verliehen, ein mit 100'000 Schweizer Franken dotierter Preis für seine weitere Arbeit. 2017 war er Preisträger des Literaturstipendiums der Kulturstiftung Pro Helvetia.

### Arbeit als Drehbuchautor
Seit 2013 schreibt Julien Bouissoux ebenfalls Drehbücher. In einem Interview mit Swissinfo 2014 meinte er dazu: «Das Hauptproblem ist nicht einmal die Bezahlung, sondern die Unvorhersehbarkeit dieser Arbeit, wie es häufig bei unabhängigen Künstlern der Fall ist. (...) Als Drehbuchautor habe ich immerhin ein Honorar erhalten. Es ist ein Geschenk Gottes für eine Person wie mich, die das Schriftsteller-Dasein gewohnt ist. Es ist mehr Berufung als Beruf, so wie ein Leuchtturmwächter oder Mönch.»
Sein erstes Drehbuch schrieb er für und mit dem Regisseur Lionel Baier; laut Bouissoux hätte Baier der Humor in seinen Romanen angesprochen. Gemeinsam mit dem Filmemacher schrieb Bouissoux das Drehbuch zu Les Grandes Ondes (à l'ouest), sowie zu La Vanité. Beide wurden beim Schweizer Filmpreis für den Preis für das Beste Drehbuch nominiert, La Vanité wurde zudem bei den Trophées francophones du cinéma 2016 nominiert. Er schreibt auch das Drehbuch von Prénom: Matthieu, der Teil der Serie Schockwellen ist.
2015 erschien der Kurzfilm Bonne poire, gefolgt von Empreintes (2018), beide realisiert von der Regisseurin Jasmin Gordon. Gemeinsam mit Jasmin Gordon war er 2021 Teilnehmer des Torino Film Labs, mit dem Projekt La nouvelle illusion. Die Dreharbeiten zum Film fanden im Sommer 2023 statt.
Er hat mitgearbeitet an den Drehbüchern von Les Particules von Blaise Harrison, der 2019 an der Quinzaine des cinéastes (ehem. Quinzaine des réalisateurs) in Cannes Premiere feierte, sowie von L'Amour du Monde von Jenna Hasse, der 2023 in der Sektion Generation der Berlinale uraufgeführt wurde.
Julien Bouissoux hat in verschiedenen Städten in Frankreich (Clermont-Ferrand, Rennes, Paris) sowie in weiteren Ländern gelebt (Seattle, Toronto, Budapest). Heute lebt er in Biel.

## Auszeichnungen
- 2014: Nomination Schweizer Filmpreis: Bestes Drehbuch für Les Grandes Ondes (à l'ouest)[13]
- 2014: Prix FEMS[2] (Fondation Edouard et Maurice Sandoz)
- 2015: Prix Boccace[14] für Une autre vie parfaite
- 2016: Nomination Schweizer Filmpreis: Bestes Drehbuch für La Vanité[15]
- 2016: Nomination Trophée Francophone du Scénario bei den Trophées francophones du cinéma 2016 für La Vanité[5]
- 2016: Auswahl Prix du roman des Romands für Une Vie parfaite[16]
- 2017: Literaturstipendium von Pro Helvetia[3]
- 2018: Auswahl Grand Prix RTL-Lire für Janvier[17]
- 2018: Auswahl Prix Françoise-Sagan für Janvier[18]

## Werk

### Drehbücher
(Quelle: )
- 2013: Les Grandes Ondes (à l'ouest)
- 2015: La Vanité
- 2015: Bonne poire (Kurzfilm)
- 2018: Prénom: Mathieu (TV-Film)
- 2018: Empreintes (Kurzfilm)
- 2019: Les Particules (Mitarbeit Drehbuch)
- 2023: L'Amour du Monde (Ko-Autor)